# Lisa Lipps
Lisa Lipps (Chicago, Illinois; 22 de octubre de 1966) nacida como Leslie Godfrey, es una actriz pornográfica y bailarina erótica estadounidense.

## Biografía
Lisa es una actriz de grandes senos y participa como actriz de hardcore, tuvo su etapa de bailarina erótica y finalmente participa en videos porno. Ella se levantó en Clearwater Beach, Florida y empezó su etapa de baile a finales de los años ochenta en Heavenly Bodies, y en Elk Grove, Illinois. Originalmente se llamó "Starry Knights", su copa de senos naturales era D. Se aumento los pechos a grandes proporciones para emprender una carrera como bailarina destacando por ganar muchos dólares en clubes turísticos como Gentlemen's Clubs.
Lisa apareció regularmente con otras actrices de big boobs (grandes pechos) como: Wendy Whoppers y Tiffany Towers, y finalmente aparece en videos para adultos. Elevando su estatus ahora como una estrella porno, haciendo cientos de videos, ella se volvió en una de las más importantes estrellas a finales de los años noventa. Lisa hizo apariciones con Jerry Springer en 1997 y en la radio de Howard Stern y programas de televisión de 1998. Lisa Lipps reside actualmente en Las Vegas, Nevada y todavía hace videos de hardcore esporádicamente, el más recientemente es el sitio web, RealityKings, mientras trabaja como escort (acompañante) independiente en Las Vegas y viaja a otras ciudades.